# Sofya Gulyak

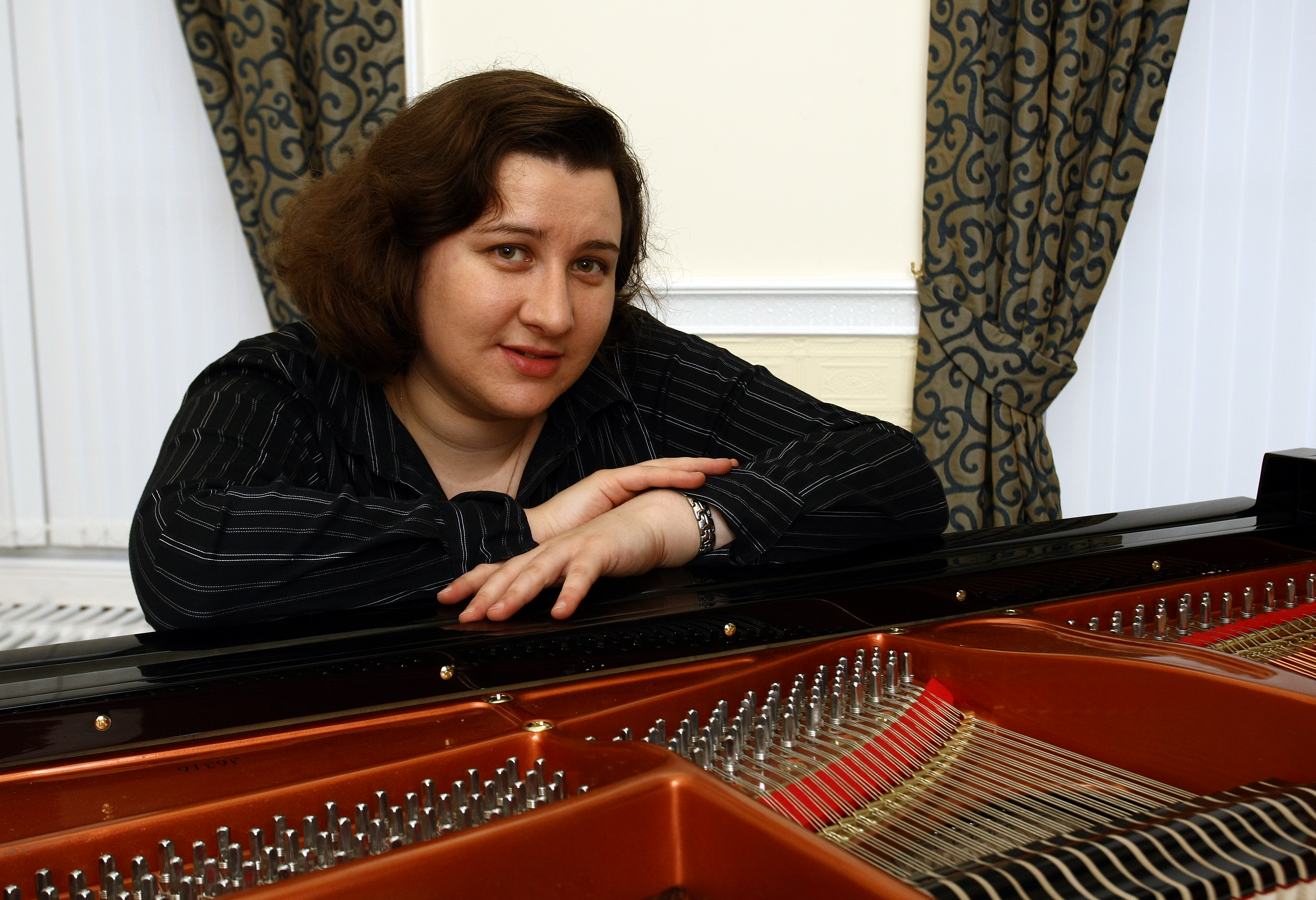
Sofya Gulyak (2009)

Sofya Gulyak (russisch Софья Мейеровна Гуляк Sofja Meijerowna Guljak; * 1979 in Kasan, Sowjetunion) ist eine russische Konzertpianistin und Professorin am Royal College of Music in London.

## Werdegang
Sofya Gulyak studierte am Musikkolleg in Kasan und anschließend am Staatlichen Konservatorium Kasan bei Elfiya Burnasheva. Sie diplomierte mit Auszeichnung an der École Normale de Musique de Paris. Danach setzte sie ihr Studium bei Boris Petrushansky an der Akademie Incontri col Maestri in Imola und bei Vanessa Latarche am Londoner Royal College of Music fort, wo sie 2011 mit dem Diplom abschloss. Sie ist Preisträgerin verschiedener internationaler Wettbewerbe.
Gulyak hatte Recitals und Konzertauftritte unter anderem am Teatro alla Scala und in der Sala Verdi in Mailand, im Münchner Herkulessaal, in der Salle Cortot, der Salle Gaveau und der Salle Pleyel in Paris, im Großen Saal des Moskauer Konservatoriums, im Konzerthaus Berlin, im Leipziger Gewandhaus, im Kennedy-Center Washington, im Palais de Musique in Straßburg, in der Hong Kong City Hall, am Shanghai Grand Theatre, in der Finlandia-Halle in Helsinki, in der Bridgewater Hall in Manchester, am Theatro Municipal Rio de Janeiro, am King Theatre in Rabat, dem Kursaal Bern und der Tivoli concert Hall in Kopenhagen.
Als Solistin konzertierte sie mit Orechestern wie dem London Philharmonic Orchestra, dem Orchestre National de France, der Finnish Radio Symphony, den Sankt Petersburger Philharmonikern, dem Royal Liverpool Philharmonic Orchestra, dem Hallé-Orchester, dem Orchestra of Fondazione Arena di Verona, dem Orchestra Filarmonica di Bologna, dem Bukarest Philharmonic Orchestra, der Stavanger Symphony, der Deutschen Staatsphilharmonie Rheinland-Pfalz, dem Ulster Orchestra, den Leipziger Philharmonikern, dem Philharmonischen Orchester Helsinki. Dabei arbeitete sie unter der Leitung von Dirigenten wie zum Beispiel Vladimir Ashkenazy, Sakari Oramo, Mark Elder, David Hill, Donald Runnicle, Vasily Petrenko, Alan Buribayev, Eiving Gullberg Jensen, Theodor Guschlbauer, Rory McDonald, Danail Rachev, Fabio Mastrangelo, Michele Mariotti und Fuat Mansurov.
Sie gastierte bei verschiedenen Festivals, zum Beispiel beim Klavier-Festival Ruhr, beim Chopin Festival in Duzniki-Zdroj, beim Festival de Sceaux, beim International Keyboard Festival in New York, beim International Strasbourg Festival, beim Busoni Festival, dem Harrogate Festival, dem Krakauer Klavier Festival, dem Neuseeland Piano Festival, dem Liszt Festival in der Villa d’Este, dem Nordizs festival in Norwegen, dem Ravello Festival und dem Chopin Festival in Paris.
Gulyak unterrichtet am Royal College of Music und war Jurymitglied bei internationalen Klavierwettbewerben in Italien, Serbien, Frankreich, Griechenland, USA. Ebenso unterrichtete sie Meisterklassen in China, Italien, Australien, Neuseeland und den Philippinen.

## Preise
2007 gewann Gulyak den 1. Preis beim William Kapell International Piano Competition in Maryland; im September 2009 wurde Sofya Gulyak mit dem 1. Preis und der Princess Mary Goldmedaille beim 16. Internationalen Leeds Piano Competition ausgezeichnet. Sie gewann viele weitere internationale Musikwettbewerbe und erhielt erste Preise beim Maj Lind Helsinki International Piano Wettbewerb, beim Tivoli Piano Wettbewerb in Copenhagen, beim Gyeongnam International Piano Wettbewerb in Südkorea und beim San Marino Piano Wettbewerb. Außerdem gewann sie einen 2. Preis beim Internationalen Klavierwettbewerb Ferruccio Busoni in Italien und einen 3. Preis beim Marguerite Long Piano Wettbewerb in Paris.